# 林文子
林 文子（はやし ふみこ、1946年〈昭和21年〉5月5日 - ）は、日本の実業家、政治家。神奈川県横浜市長（3期）、BMW東京社長、ダイエー会長兼CEO、東京日産自動車販売社長などを歴任。

## 概説
東京都生まれ。父親は築地市場の仲買人。母親の生家は千葉県東葛飾郡浦安町（現：浦安市）で漁業を営んでいた。その縁で知り合った父母は駆け落ちして結婚し、世田谷区にある父親の実家で暮らし始める。父親は林が小学校5年生のときに、林の伯母らとの軋轢から家を出てしまう。母親と林は、世田谷区深沢にある6畳1間のアパートに引っ越し、母親は電機工場で働くことで林を養った。
1965年3月、東京都立青山高等学校卒業。同年、東洋レーヨン（現・東レ）、松下電器産業（現・パナソニック）等に勤務。
1999年、ファーレン東京（現・フォルクスワーゲンジャパン販売）社長に就任。2003年、BMW東京社長に就任。2005年、ダイエーの社長兼最高経営責任者（CEO）に就任。
2009年7月28日、横浜市長の中田宏が辞任を表明。8月10日、中田の辞職に伴う横浜市長選挙に民主党推薦で立候補することを正式に表明。8月30日、衆院選と同日に実施された市長選で初当選。
2013年、再選。2017年の市長選では、一転して自民党と公明党の推薦を受け、統合型リゾート（IR）誘致は「白紙にする」と公約し、元衆議院議員の長島一由らを破り3選。
2019年8月22日、政府の後押しを受けた林は立場を一転。IR誘致を推進すると発表。

### 2021年横浜市長選挙

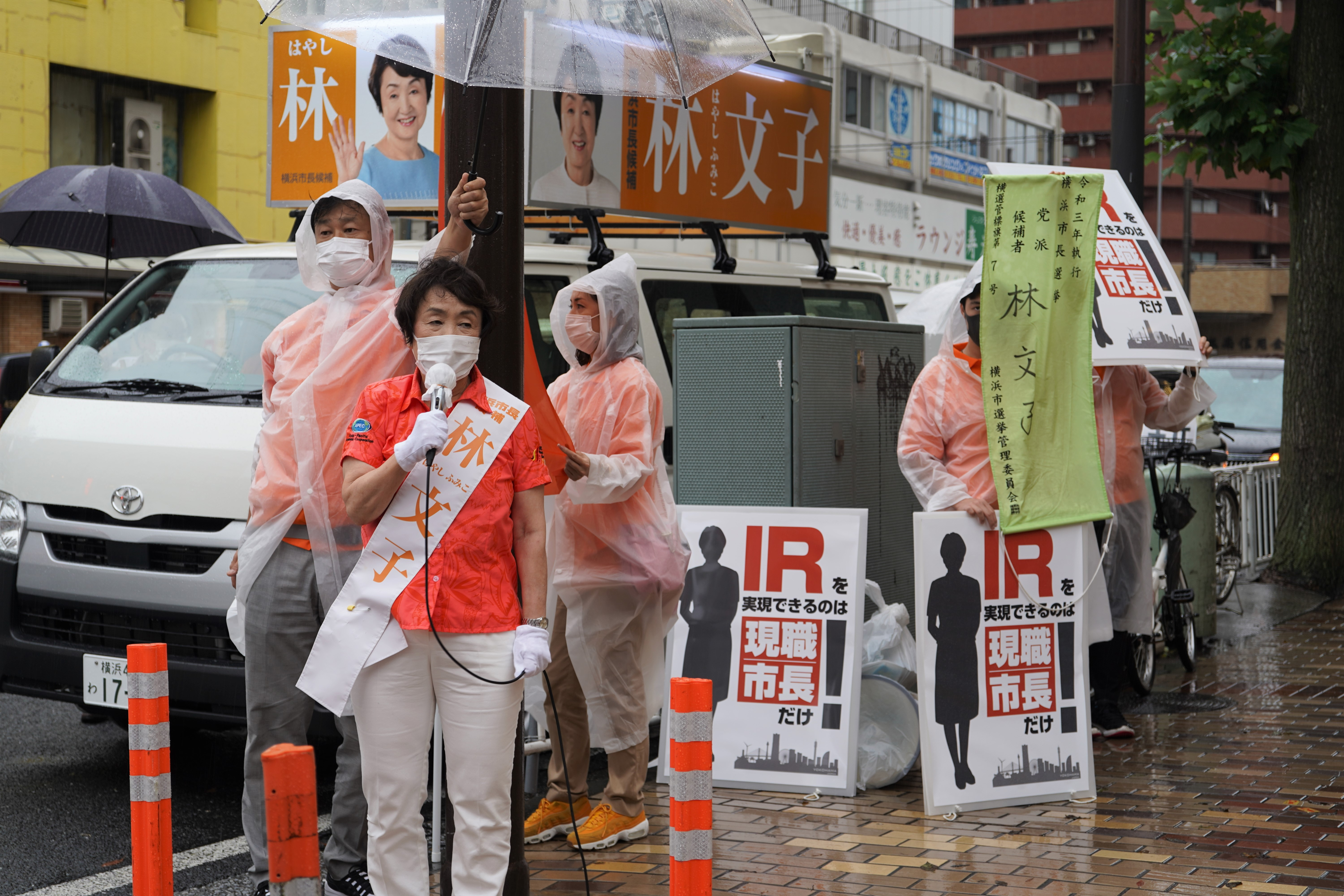
2021年8月の横浜市長選挙。統合型リゾート（IR）推進を掲げ立候補した。中区伊勢佐木町での街頭演説。

2021年1月10日、帯状疱疹により入院。18日に退院するも19日に別の病院へ再入院。症状は重く、「帯状疱疹に伴う左顔面麻痺」との診断を受けた。2月10日に公務復帰を果たしたが、自民党横浜市連の間で「政治家が体を壊したら戦えない」と3期勇退論が急速に広まった。
同年5月下旬、国家公安委員会委員長（当時）の小此木八郎は菅義偉首相（当時）と面会し、8月の横浜市長選挙に立候補する意向を伝えた。6月5日、市連幹部は会合を開き、林を支援しない方向でいくことを確認した。その後、市議らに意見聴取して「総意」を演出し、3人の幹部が市長室で勇退を迫った。しかし、高齢であることなどを持ち出したことが林の気持ちを逆なでしてしまう。林は「市民が待っている」と言い返し、亀裂は決定的になった。
同年6月22日、小此木が閣議後の記者会見で出馬表明。同日の報道で、小此木がIR誘致に反対であることが明らかにされた。横浜商工会議所会頭の上野孝はこの動きを牽制するため、6月24日の定例記者会見で、IR誘致を実現する人が市長として望ましいとの見解を示した。
林は「小此木さんが反対だというとIR賛成の候補がいなくなるから」という理由により4選出馬を決意。菅に電話を入れ「IRは横浜の将来に必要です。実現させるためにも立候補します」と伝えたが、菅は「そんなことは関係ない」と林を突き放し、小此木を全面支援した。
同年8月8日、市長選挙告示。林は第一声で「IRは市議会で自民党と公明党の賛成を得て進めてきたが、突然変わり、国は国の戦略を自ら覆した。こんな不実があっていいとは思わない。政治に信義があるのか」と訴えた。林陣営の選対本部長は新井清太郎商店（中区尾上町）の新井英輔社長が務めた。また、自民党市議36人のうち林の支援にまわったのはわずか6人のみだった。
同年8月22日、投開票。林は196,926票（13.06％）にとどまり、元横浜市立大学教授の山中竹春（33.59％）、更には小此木（21.62％）にも大差を付けられ、現職ながら得票数3位と惨敗を喫し、落選した。

### 落選後
市長選挙から3日後の8月25日、文春オンラインが、副市長筆頭格の平原敏英が2016年3月から10月にかけて、IR構想への参入を狙う中国系企業集団の業者から高級料亭で計4回、総額61万円の接待を受けていたとする記事を配信した。翌8月26日発売の「週刊文春」に詳細な記事が掲載。平原は酒席で業者に対し「せめて一本ぐらいはオヤジにもっていかんといかんでしょうね」と促したとされ、「一本」が「1000万円」であり、「オヤジ」が「影の横浜市長」と呼ばれた菅義偉官房長官（当時）であることが文中で示唆された。市は同日、「事実と異なる不適切な記事内容」であるとして、同誌編集長宛てに訂正を求める抗議文書を送付した。
市と横浜市政記者会（記者クラブ）の共催による市長記者会見は長らく、記者会加盟の報道機関の記者しか質問ができなかった。フリーランスの記者には傍聴のみが許されていた。2020年12月、横浜市政記者会は加盟社以外の質問を妨げることはしないという方向性で合意したため、市の対応が注目されたが、2021年8月25日、林は方針を転換。市長記者会見におけるフリーランスの記者の質問を許可した。同年8月29日、林は任期満了で退任した。

## 経歴

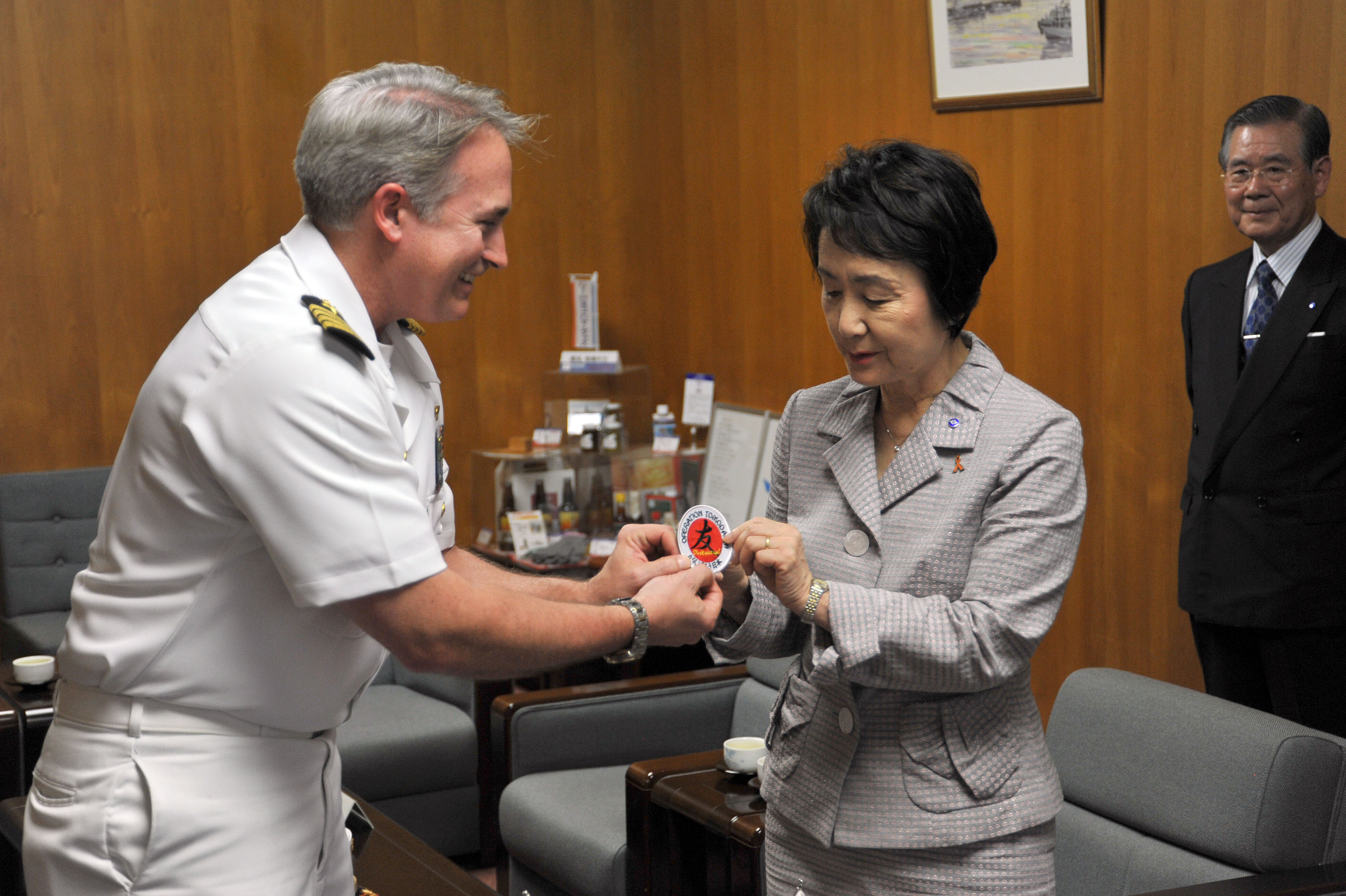
2011年5月、横浜市役所で厚木基地司令官のエリック・ガードナー海軍大佐（左）と会談の折、トモダチ作戦パッチを受け取る林

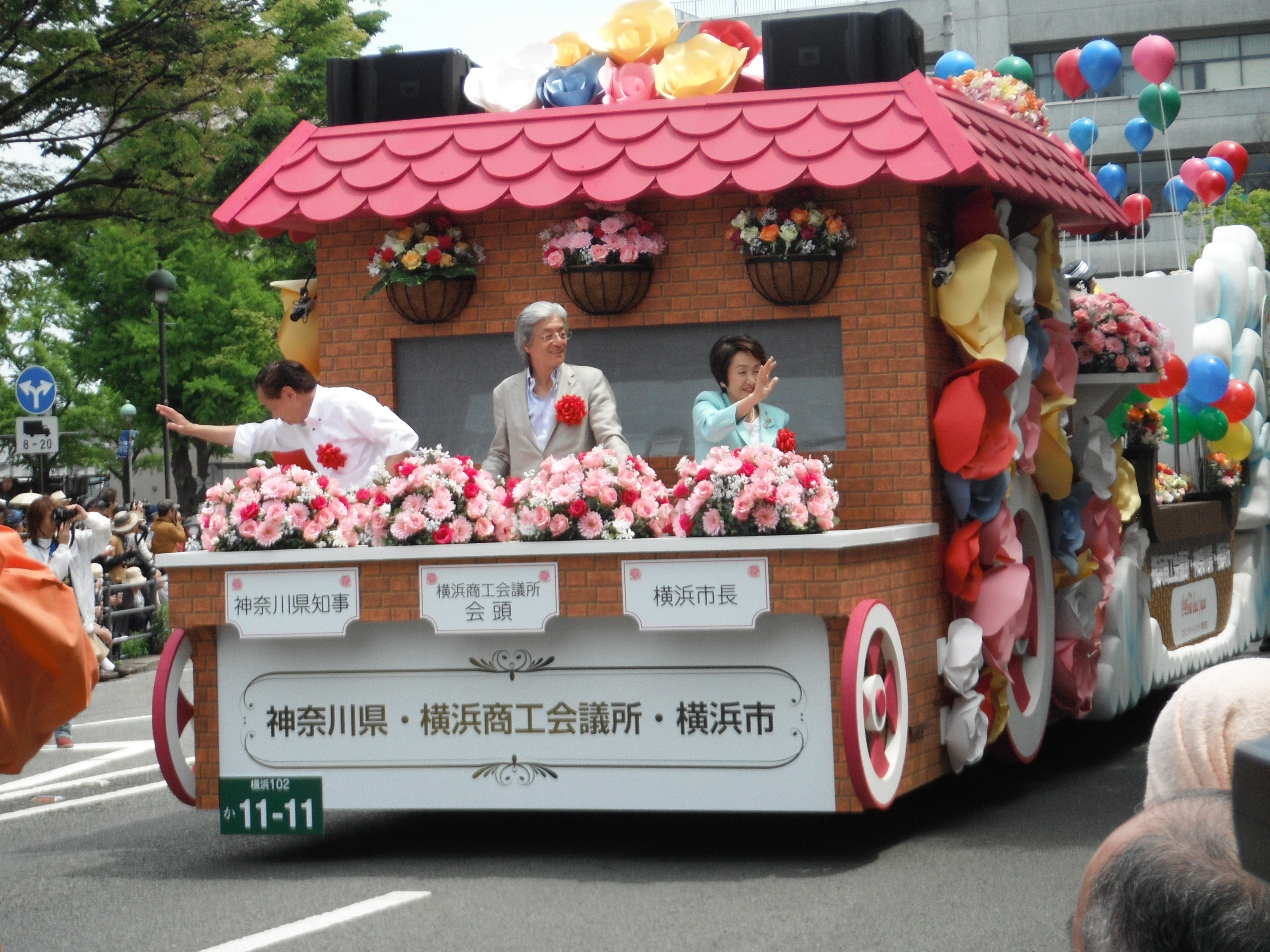
林文子横浜市長（右端）。ザよこはまパレード2017にて

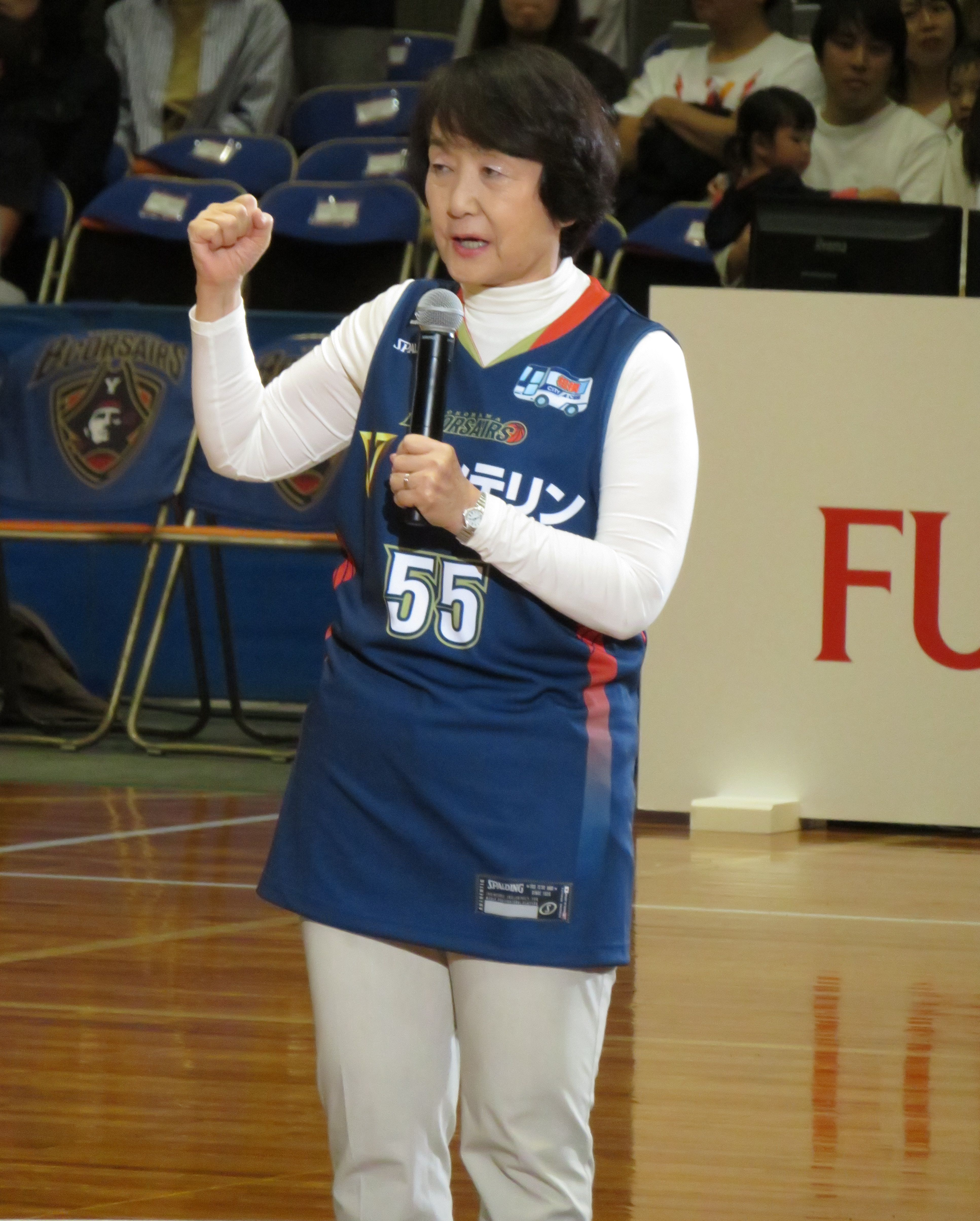
2018年10月18日撮影 2018-19 B1 第3節 横浜-富山 横浜文化体育館にて

- 1965年 - 東洋レーヨン（現・東レ）、松下電器産業（現・パナソニック）等に勤務。
- 1977年 - ホンダオート横浜販売（現・Honda Cars 横浜北）の車の販売員として入社。
- 1987年 - ビー・エム・ダブリュー 東京事業部（現・ビー・エム・ダブリュー東京）に転職。
- 1993年 - ビー・エム・ダブリュー東京 新宿支店長となる。
- 1999年 - ファーレン東京（現・フォルクスワーゲンジャパン販売）代表取締役社長就任。
- 2003年 - ビー・エム・ダブリュー東京 代表取締役社長就任。
- 2005年
  - 4月 - ダイエー顧問就任。
  - 5月 - ダイエー代表取締役会長兼最高経営責任者（CEO）に就任（2006年10月まで）
- 2006年10月 - ダイエー代表取締役会長、CEOは外れる。
- 2007年5月 - ダイエー取締役副会長に就任（2008年3月まで）。
- 2008年
  - 5月 - 日産自動車執行役員就任。
  - 6月 - 東京日産自動車販売代表取締役社長に就任（2009年8月まで）。
- 2009年8月 - 横浜市長選挙初当選（民主党推薦、国民新党支持。2009年横浜市長選挙も参照）。
- 2014年4月 - 指定都市市長会会長に就任[32][33]。任期は2年間。
- 2020年 大英帝国勲章MBE 受賞
- 2021年8月 - 横浜市長選挙で落選（2021年横浜市長選挙も参照）。
- 2022年6月 - ノジマ、コーエーテクモホールディングスの社外取締役に就任[34]。
- 2023年4月 - 旭日中綬章受章[35]。

## 政策

### IR（統合型リゾート）誘致
第2次安倍政権下でカジノ合法化の論議が活発化した 2014年初頭から、林市長はIR・カジノ誘致推進を公にしていた。「カジノを含めたIR導入は横浜の持続的経済成長のためには必須」とし、ギャンブル依存症対策に配慮しつつ「やるからには健全なものを目指す」との意欲を見せていた。
2017年1月11日、衆議院議員の長島一由が、同年7月の横浜市長選挙に向けて「カジノ誘致反対」を掲げ出馬表明。林も同年1月25日に記者会見し「（誘致に向けて）具体的な動きをやっていくのはかなり難しい」と述べ、「白紙」に立場を変えた。同年7月16日、林は立候補の届出を行い、統合リゾートの「導入検討」という形で選挙公約に取り入れた（要約版 とともにウェブ上で公開された詳細版P39/41）。
2019年8月22日、記者会見を開き、カジノを含む統合型リゾート（IR）を誘致すると発表した。横浜港の山下ふ頭47ヘクタールを候補地とし、2020年代後半の開業を目指すとしている。林市長は定例記者会見で「横浜市は2019年をピークに人口が減少に転じ、財政悪化が進む」との見通しを示し、カジノの誘致によって、建設時に1兆円前後の経済波及効果がもたらされ、市には年1千億円前後の増収効果が生じると利点を述べた。
会見終了後、TBSは会場を後にした林市長が執務スペースに入った直後、大量の書類を宙に放り投げたと思われる様子をすりガラス越しにビデオに収め、8月24日放送のニュース番組「報道特集」で放映した。その映像はSNSで拡散され、市民からは「林市長は市長選で『カジノは白紙』の立場で当選した。市民の声を聞かず、独断で推進するのは民主主義にもとる大問題。ギャンブル依存症患者が増加する状況を作ってしまう」との批判の声が上がっている。
同年9月4日、書類を放り投げた映像がテレビで放映されたことについて、記者に対し「ようするに『お疲れさま』と言って、こうやったときに手が滑った」と説明した。反対派の機運が高まる中、安全確保のため横浜市は9月6日、市役所の2階市長室に通じる1階の大階段前に職員2人を交代で配置し、市長室前への立ち入りを規制した。同日に行われた市議会本会議で、自民党・無所属の会の大桑正貴議員が「IRの実現に向けた決断をしたのは評価する」と発言すると、立憲・国民フォーラムの梶尾明議員や日本共産党の三輪智恵美議員らはカジノ反対の意見を述べ、与野党対立が先鋭化した。
一方、横浜商工会議所の上野孝会頭は「大変喜ばしく評価したい」と林市長の決断を歓迎するコメントを発表し、社内にIRの専門部署を立ち上げた京浜急行電鉄も「横浜の将来を考えた英断に敬意を表したい」とのコメントを発表した。
林市長がIR誘致を表明して半年経た2020年2月、市民に反対の声が広がっていることなどが報じられている。同年9月にはIR誘致の是非を問う為、住民投票を目指す市民団体が署名活動を開始。同年11月4日、署名活動を終えた。市民団体によると、同日正午時点で、市長に住民投票条例制定を請求するのに必要な署名数の2・5倍となる約15万6000筆が集まったという。
2021年3月19日の横浜市議会特別予算委員会において、市が3月14日に発行した「広報よこはま特別号」を巡り、井上桜市議（無所属）から「メリットの部分だけが書かれていて、市民が負うコストやリスクを知らせずに進めていこうとしているのではないか」と指摘されたほか、白井正子市議（日本共産党）からはスケジュールに市長選が記載されていないことから「IR誘致が決定事項のように見せている」と批判された。これらに対して横浜市副市長である平原敏英は「公表した実施方針本体にはリスクを記載している。今後の広報で適切に情報を提供していきたい」と答弁した一方、反対意見を尊重することを求められた林は「市民説明会に行き、罵声と怒声を浴び続けてきた。これ以上どうやればいいか」と語気を荒らげ、いら立ちをあらわにする場面もあった。

### 公立中学校「ハマ弁」の開始
学校給食法第四条は義務教育の学校設置者について「給食が実施されるように努めなければならない」と定めているが、横浜市は長らく公立中学校の給食を実施していなかった。2016年5月時点の首都圏における公立中学校の給食実施率は、神奈川県以外の一都五県では100％近くなのに対し、神奈川県は27.1％、横浜市は無実施であった。2014年に林は「生活環境も変化しており、新たな中学校昼食のあり方を検討する必要がある」と語っており、横浜市は従来の家庭弁当とともに、独自の中学校昼食方式を模索した。同年、家庭弁当と業者弁当を念頭に置いた設問にてアンケートを実施、「横浜らしい中学校昼食のあり方」 をとりまとめた。この指針に沿うかたちで、家庭弁当を基本とし、事前予約によるハマ弁（配達弁当）、および当日注文できる業者弁当で補完、という横浜方式の中学校昼食が2016年7月から実施された。
ハマ弁は配達弁当であり、配達日の7日前までにネット経由で予約を行う。ごはん、メインのおかずを2種類から選択、汁物、牛乳の組み合わせで構成され、ごはん・おかずのみでは一食360円、フルセットでは470円という価格設定である。これは一般的な給食代金からは100円～200円ほど高い水準となる。おかずに関してはハンバーグを割ろうとすると割り箸が折れるほどの堅さで提供されるなど、衛生面を重視した結果食べにくいメニューも存在し、学校側では昼休みを延長するなどの対策を取っている。
市が当初に想定していたハマ弁の利用者数は全体の2割だったが、2017年4月の喫食率は速報値わずか1.1％という非常に低い利用率にとどまった。林は「1年生を中心に登録者が増加しており、期待の高さを感じている」と、利用が増えているという認識を示した。林は2018年度には、給食費と同等の260円まで引き下げ、さらに貧困家庭には無償もしくは割引価格での提供を検討する方針である。利用率の目標として「19年度に15%」「20年度に20%」を掲げているが、2018年12月時点で2.6%となっており、低迷していることを認めている。また報道では全校が当日注文に対応しても利用率の底上げは1ポイント程度としている。
横浜市は2021年4月よりハマ弁を学校給食法における給食と位置づけたが、選択制であることは変わらなかった。同年8月に全員給食を掲げる山中竹春が市長に当選し、林が退任した後もハマ弁は継続され、2026年4月からはデリバリー給食が全生徒に提供される予定となっている。

### 待機児童数ゼロ達成
市長就任直後に「保育所待機児童解消プロジェクト」を立ち上げ、2010年には全国最多の1552人であった横浜市の待機児童数が、2013年4月1日現在でゼロを達成したと発表した。ただし、横浜市は「待機児童」の定義を従来から変更し、希望の保育所等を利用できないケースや育児休業中の家庭の児童等は含めないカウント方式を採用しており、この点は留意が必要である。横浜市が発表した2017年4月1日時点の待機児童は2人、保留児童3257人。

### 小児医療費助成の対象を小学6年生までに拡大
小学3年生までを対象に行っていた従来の小児医療費助成制度について、2017年4月から対象を小学6年生までに引き上げた。新たに対象となった4年生から6年生に対しては、通院1回につき自己負担上限額を500円とし、500円を超える額を横浜市が助成する。保護者の所得が基準を超えた場合、その世帯の子供は助成の対象外となる点は変わらない。対象年齢の拡大に関して、林は記者会見で「横浜市としては全体最適というか、この（予算の）中でしっかりと今回は6年生まで（拡充する）ということにさせていただきました。財政的には常に毎年収支不足が続いている中での厳しい編成で、このような制度の拡充となった」とコメントした。

### 市立中学校の歴史・公民教科書
2011年8月4日、横浜市教育委員会は、翌2012年度から横浜市内のすべての市立中学校で使用する教科書として、育鵬社の公民・歴史教科書を採択した。育鵬社の教科書を支持した委員は6人中4人で、4人は全員、前市長の中田宏が任命した委員であった。林が任命した委員である奥山千鶴子と市教育長の山田巧は他社の教科書を支持した。「戦争を賛美し、日本国憲法を敵視している」などとして、市民団体「横浜教科書採択連絡会」は不採択を求めて約11万1000人分の署名を市教委に提出していたが、これは斥けられた。
当初、林の信任を受けた委員は他社の教科書を求めたものの、2012年12月の安倍晋三政権誕生以後、風向きが変わり始める。林は市長再選に向け、2013年6月に自民党横浜市連と政策協定を締結。政策協定には「新しい教育基本法の精神に基づいた教科書が採択されるよう、引き続き取り組む」と記されていた。横浜市は「つくる会」「教科書改善の会」系の育鵬社の教科書の全国最大の採択地区となった。
2020年8月4日、市教委は、市立中学校と義務教育学校計147校で翌2021年度から4年間使う歴史と公民の教科書に、それぞれ帝国書院と東京書籍の教科書を採択し、育鵬社の教科書を採択しなかった。市民団体「横浜教科書採択連絡会」のメンバーは「これで4年間、子供達にあの教科書を渡さなくて済む。この流れを全国につなげたい」と話した。

### 市庁舎の移転新築、旧市庁舎の売却
林は横浜市役所旧庁舎の耐震工事が完了した2009年に市長に就任したが、2011年の東日本大震災の発生を受けて、市では市庁舎の移転・建て替えの議論が盛んとなる。北仲通南地区（中区本町6丁目）への「全面移転案」と、北仲通南地区と現庁舎（港町）からなる「分庁舎案」などを検討。検討の結果、2013年3月28日、「全面移転」を柱とする「新市庁舎整備基本構想」を策定した。
2019年9月4日、市は、移転後の旧市庁舎街区の活用事業者予定者に、三井不動産を代表とする企業グループが決定したと発表した。同グループは、三井不動産のほか、鹿島建設、京浜急行電鉄、第一生命保険、竹中工務店、DeNA、東急、関内ホテルマネジメント（星野リゾートの全額出資子会社）など計8社で構成され、その後グループ名は、企業コンソーシアム「KANNAI8」になった。
市は、不動産鑑定業者であるA社とB社の2社に、売却する建物の評価額の鑑定を依頼。A社の評価額は7,660万円。B社の評価額は当初、15億3,500万円だったが、利用条件を勘案して20分の1に減額され7,675万円となった。市と事業者は、工期を含めて78年間の定期借地権設定契約を結ぶこと、建物を7,667万5千円で譲渡する売買予約契約を2020年12月に結ぶことについて、合意を得た。
2020年3月13日、市議の太田正孝と井上桜は、耐震工事に62億5千万円もかけた市庁舎の建物を7,667万5千円で売却してしまうこと、事業者との定期借地契約の内容が平米あたり月額1000円であることは不当であるとして、林に売買契約の差し止めなどをするよう求め、住民監査請求を行った。
同年6月29日、市役所の全面移転が完了した。同年12月25日、市は、企業コンソーシアム「KANNAI8」と、前述の売買予約契約を締結した。
2021年5月13日、監査委員（代表監査委員は横浜市立大学名誉教授の藤野次雄）は住民監査請求を棄却。これを受けて5月27日、市民団体「横浜市民の財産を守る会」は林に売買契約の締結中止を求める住民訴訟を横浜地裁に起こした。前述の太田と井上も6月9日、同様の住民訴訟を横浜地裁に起こした。林は本契約を結ばないまま同年8月の市長選で落選した。新市長の山中竹春は本契約締結の期限である9月30日に本契約を結んだ。

### 2016年度 窓口サービス調査 満足度 97.2％を達成
横浜市では区役所に来庁した市民を対象に、窓口サービスに対する満足度のアンケート調査を毎年実施している。当該満足度は林が市長に就任した次年度から大幅にアップし（時を同じくしてアンケートの評価基準が変更され、中立評価の「普通」が除外されている点には留意されたい）、その後も高い水準を保っている。2016年には「満足」もしくは「やや満足」と回答した市民は97.2%と、過去最高を達成した。全体的な印象、職員の挨拶、身だしなみなど、待ち時間と案内表示以外のすべての項目で「満足」が80%を超えるなど、職員の対応の良さが改善された。林は「これまで各種の申請書の記入の煩雑さを改善できなかったが、窓口前で職員が付き添うことが評価されたのだと思う」 として、対応の改善が功を奏したとの考えを示した。

### 企業拠点の横浜市誘致
林は「東京に企業本社が集中しているなか、（横浜への）企業誘致に全力で取り組む」として2015年4月に企業立地促進条例を一部改正し、横浜市への企業誘致を促進させる政策をすすめた。この施策を進めるために経済局産業立地調整課を設置し、 京浜急行電鉄本社、中外製薬研究所、コーエーテクモゲームス本社などの誘致に成功した。

### ラグビーワールドカップ決勝会場誘致の成功
日本が誘致を目指していた2022年のサッカーワールドカップにおいて林は「決勝戦をぜひやりたい。横浜市はもっと元気になる」と意欲を示していた。しかし2002年大会で決勝会場だった横浜国際総合競技場は改修が必要で、林は「全面改修ではなく、トラックに席を造るなど工夫ができるのではないか」とコメントをしていた。改修計画そのものは誘致そのものができなかったことで必要がなくなったとおもわれた。
2019年ラグビーワールドカップの日本開催が決定した。ラグビーワールドカップの決勝はもともとは国立競技場で行う予定だったが、新国立競技場の設計変更にともなう工期の遅れから、横浜国際総合競技場が決勝の会場になった。林はこの決定を受け「（02年のサッカーW杯に続き）同一会場で2つのW杯決勝戦が行われるのは世界2カ所目の栄誉」とコメントした。
2017年5月10日、京都にて開催されたラグビーワールドカップ2019開催自治体協議会おいて、横浜市長が新会長に就任した。就任に際して林は「開催自治体協議会の会長に就任しました。アジアで初となるラグビーワールドカップの成功に向けて、全国19の開催自治体で相互に協力し、また日本政府、組織委員会としっかりと連携して、盛り上げていく決意です。大会開催まで残すところ2年余り、各開催自治体における準備を着実に進め、大会の成功に寄与していきます。また、世界の注目が集まるこの機を捉え、スポーツの力で日本全国に活力がいきわたるよう、開催自治体が一丸となって力を尽くしてまいります。」とコメントしている。
また同日、行われたプール組分け抽選会で、開催自治体を代表しプレゼンターをつとめ、グループ2の抽選を行った。取材に対して林は「世界の注目が集まるプール組分け抽選会で、開催自治体を代表しプレゼンターの大役を務めさせていただき、大変光栄でした。 アジア初の開催である抽選会では、全世界に日本らしさをアピールできたのではないかと思います。大会開催への機運が一層高まる中、引き続き、日本政府、組織委員会や関係自治体の皆様と連携して準備を加速させ、大会の成功と日本の魅力の発信に貢献してまいります。 」とコメントしている。

### ふるさと納税制度における税収減 全国1位
ふるさと納税制度において、横浜市から他自治体への税収流出は顕著であり、流入はごくわずかである。2016年度のふるさと納税による減収額は、横浜市が約55億円で全国1位となった。近年は過熱気味となっているふるさと納税の返礼品について、林は違和感を感じている。従来は未導入だった横浜市からの返礼品であるが、2017年度に向けては簡素な返礼品を新たに設定した。

### 福島第一原子力発電所後の対応
2011年8月24日、暫定基準値500ベクレル/kgを超えた牛1頭の牛肉が市内の小学校給食に使用されていたと発表された。8月31日、林は新聞のインタビューで小学校給食に提供された汚染牛肉への対応が「後手に回っている」かどうか聞かれ、「後手に回ったとは思ってない。最も恐れたのは、放射線に対する漠然とした不安の広がり。正しい情報や知識を伝えるのが必要と考え、そこに専心した。過度の対応は逆に、市民に不安を与える。風評被害は、避けなければならない」と回答した。
2011年6月の環境省からの事務連絡や8月に施行された特措法で、焼却灰の放射性セシウムが1キログラム当たり8千ベクレル以下の汚染レベルの場合は一般廃棄物と同様に焼却・埋め立て処分が可能となったが（事故前には放射性セシウムが0.1ベクレル/g（100ベクレル/kg）以上であれば放射性廃棄物と規定）、大桑正貴横浜市議会議員（みんな、栄区）による被災地からの災害廃棄物の質問に対し、林は「可燃性のものについて受け入れを考えている。焼却灰は最終処理場の残容量が限られており、市外への埋め立て処分が必要」、「災害廃棄物の受け入れ要請があった場合は特措法などを踏まえ、市民の安全を第一に考えて対応を検討していく」と答弁した。
同年9月9日には安全性が確保できたとして、放射性物質が検出されて保管していた焼却灰約2700トンを南本牧廃棄物最終処分場に埋め立てる方針を表明したが、5日後の9月14日には林市長は実施を「凍結する」と発表した。

### パートナーシップ宣誓制度
2019年12月2日、性的少数者（LGBTなど）と事実婚のカップルが婚姻に相当する関係にあると認める「パートナーシップ宣誓制度」を開始した。

## エピソード

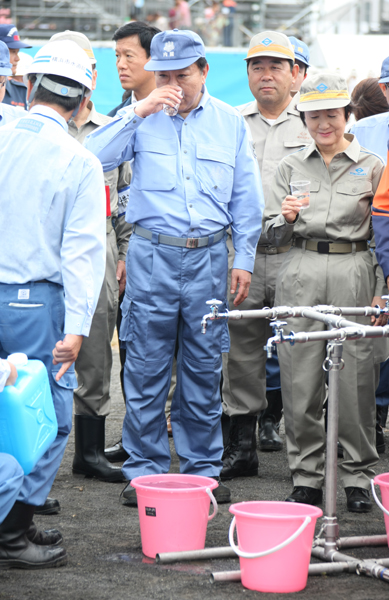
2012年9月1日、九都県市合同防災訓練で内閣総理大臣野田佳彦らと

- 宇部市長の久保田后子とは、都立青山高校で同窓であった。
- ビー・エム・ダブリュー東京では5年間に400台を販売し、1993年には社長の種子島経によって抜擢され、同社として初の女性支店長に就任。業績の悪い販売店に赴任し、部下の長所を徹底的に誉め潜在能力を引き出すことで、成績トップの店舗に立て直した。[要出典]
- 2004年、米経済紙『ウォールストリート・ジャーナル』「注目される女性経営者50人」に選出された。
- 2005年7月、アメリカの雑誌『フォーブス』の「世界で最も影響力のある女性100人」で66位に選ばれた。
- 2005年10月、アメリカの雑誌『フォーチュン』の「米国外のビジネス界『最強の女性』」で10位に選ばれた。
- 2005年12月、『日経ウーマン』の「ウーマン・オブ・ザイヤー2006」でキャリアクリエイト部門1位、総合2位に選ばれた。
- 市長就任後から出演しているテレビ神奈川の番組『ずばり!横濱』では、都立青山高校の後輩である佐藤亜樹（同局アナウンサー）と共演している。
- 歌舞伎や落語などの古典芸能を愛好しており、とりわけ立川談志のファンである。経営者時代は、毎朝一席、CDで談志の落語を聴いていた[119]。
- 2009年ベストドレッサー賞の政治・経済部門を受賞した[120]。
- 2014年在日米国商工会議所（ACCJ）「パーソン・オブ・ザ・イヤー」を受賞した[121]。
- 2014年4月開始の横浜市のラジオ広報番組『横浜流儀（ハマスタイル）』（文化放送）に市長としてレギュラー出演していたが、4期目の市長選挙を控えて出演を見合わせた後、落選後は同番組での市長の退任挨拶を行わないまま事実上降板となった。同番組は2022年3月で終了し（後任となった現市長の山中竹春は一切出演しなかった）、4月からは事実上の後継番組となる一般番組『林文子のトーク・パティオ』が開始される。
- 2015年日本女性科学者の会功労賞を受賞した[122]。
- 2021年4月9日、レジオンドヌール勲章（オフィシエ）を受章した[123][124]。
- 2023年4月、旭日中綬章を受章した[125]。

## ラジオ出演
- 林文子のトーク・パティオ（文化放送、2022年4月 - ）

## 著書
- 「失礼ながら、その売り方ではモノは売れません」（2005年7月、亜紀書房）
- 「一生懸命って素敵なこと」（2006年1月、草思社）
- 「林文子 すべては『ありがとう』から始まる」（2006年1月、日経ビジネス人文庫）監修、岩崎由美著
- 「不思議なほど仕事がうまくいく『もう一言』の極意」（2007年10月、草思社）
- 「会いたい人に会いに行きなさい あなたの人生が変わる「出会い」の活かし方」（2012年4月、講談社）
- 「しなやかな仕事術」 （2013年6月、PHP新書）
- 「共感する力 カリスマ経営者が横浜市長になってわかったこと」 (2013年10月、ワニブックス）
- 「部下を「お客さま」だと思えば９割の仕事はうまくいく」 (2014年6月、中経出版)
- 「ちょっとした“気配り"で仕事も人間関係もラクになる! 」（2015年6月、秀和システム）